# Амбарцумян, Григорий Давидович
Григо́рий Дави́дович Амбарцумя́н (арм. Գրիգորի Համբարձումյան; 28 августа 1933, Капан — 21 ноября 2014, Капан, Сюникская область) — советский футболист, защитник. Мастер спорта СССР (1960). Заслуженный тренер Армянской ССР (1966).

## Клубная карьера
Играл за местную команду «Лернагорц» (нынешнее название — «Гандзасар»). В 1953 году приглашён в ереванский «Спартак».
В высшей лиге СССР провёл 33 матча, забил 2 гола.
Первый футболист из Армении, попавший в Список 33 лучших футболистов сезона в СССР в 1961 году, № 2 (на месте правого крайнего защитника).

## Карьера в сборной
Привлекался в сборную СССР. Перед чемпионатом мира по футболу 1962 года в Чили вошёл в состав заявочного списка (40 игроков) сборной СССР, предъявленного ФИФА за 45 дней до начала чемпионата. Однако, получив тяжёлую травму, не смог стать участником чемпионата. Не оправившись от травмы, перешёл на тренерскую работу. Тренировал кафанский «Лернагорц», выступавший в классе Б. Под его руководством «Лернагорц» в 1966 году вышел на первое место и боролся за выход в Класс А чемпионата СССР. В финальном турнире, проходившим в Ткибули, боролся с клубами «Неман» (Гродно), «Полад» (Сумгаит), «Мешахте» (Ткибули), но уступил «Мешахте», который являлся хозяином поля.

## Достижения
- личные:
  - В списках 33 лучших футболистов сезона в СССР (1): № 2 — 1961
- тренера:
  - Победитель зоны 1966

## Семья
Отец призёра Олимпийских игр по прыжкам в воду Давида Амбарцумяна.